# Kościół św. Stanisława Biskupa Męczennika w Wielgomłynach
Kościół świętego Stanisława Biskupa Męczennika – rzymskokatolicki kościół parafialny należący do parafii pod tym samym wezwaniem (dekanat Kodrąb archidiecezji częstochowskiej).

## Historia

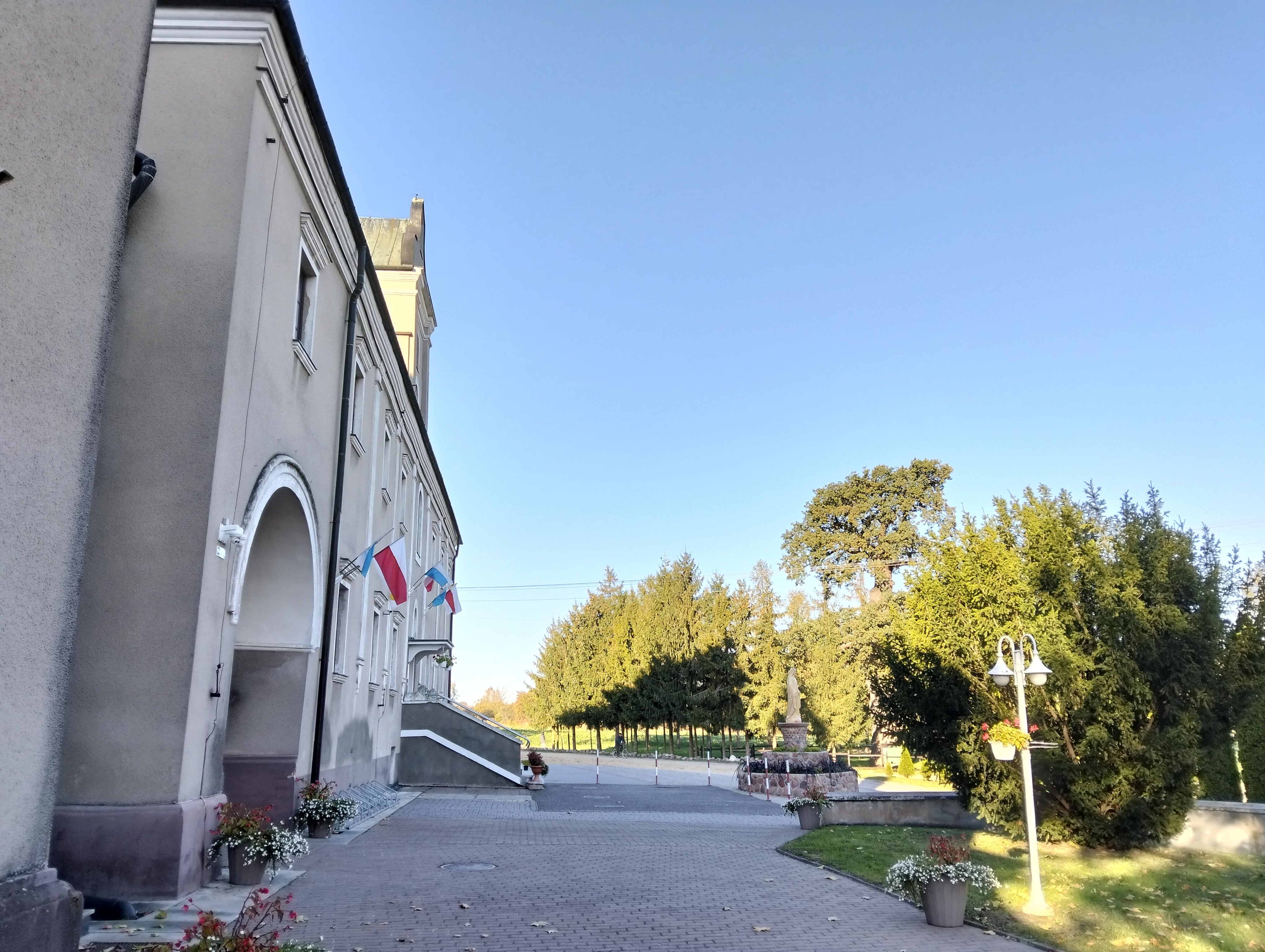
Fragment klasztoru

Świątynia została wzniesiona w latach 1465 – 1466 i ufundowana przez rodzinę Koniecpolskich herbu Pobóg jako część zespołu klasztornego ojców Paulinów. Pomimo rozbudowy w stylu barokowym, wykonanej w XVII wieku, kościół zachował gotycką bryłę architektoniczną a we wnętrzu zachowały się cenne, gotyckie dzieła sztuki.
Świątynia została zbudowana na miejscu starego kościoła drewnianego. Pierwotnie miała formę gotycką, następnie została przebudowana w stylu barokowym. Budowla jest jednonawowa, orientowana, posiada wydłużone prezbiterium zamknięte wielobocznie i oszkarpowane od zewnątrz.
14 czerwca 2010 r. arcybiskup częstochowski Stanisław Nowak wydał dekret ustanawiający świątynię sanktuarium Matki Bożej Bolesnej Pani Wielgomłyńskiej.

## Wnętrze
Najcenniejszymi zabytkami zachowanymi we wnętrzu kościoła są:
- późnośredniowieczna płyta nagrobna Koniecpolskich z 1475 roku wykonana z brązu, a należąca do najcenniejszych tego typu zabytków w Polsce.
- murowana mensa z antepedium z pięcioma ostrołukowymi wnękami, które są wypełnione przez maswerki, rozety oraz herby Pobóg, Starykoń i Dąbno.
- portal późnogotycki ozdobiony ornamentem geometrycznym i napisem "Jezus".
- chrzcielnica gotycka z kamienia, wykonana w 2. połowie XV wieku, ozdobiona licznymi ornamentami i herbami.
- pełna ekspresji drewniana i polichromowana Pietà wykonana na początku XV wieku.
- portret trumienny namalowany na blasze z 1660 roku
- obrazy z XVIII wieku - jeden z nich jest zapewne dziełem Franciszka Smuglewicza[3].

Wnętrze kościoła pokrywają imponujące freski autorstwa Gizeli Klaryski i Jerzego Pasternaka, przedstawiające historię klasztoru wielgomłyńskiego i zakonu paulinów.

## Galeria

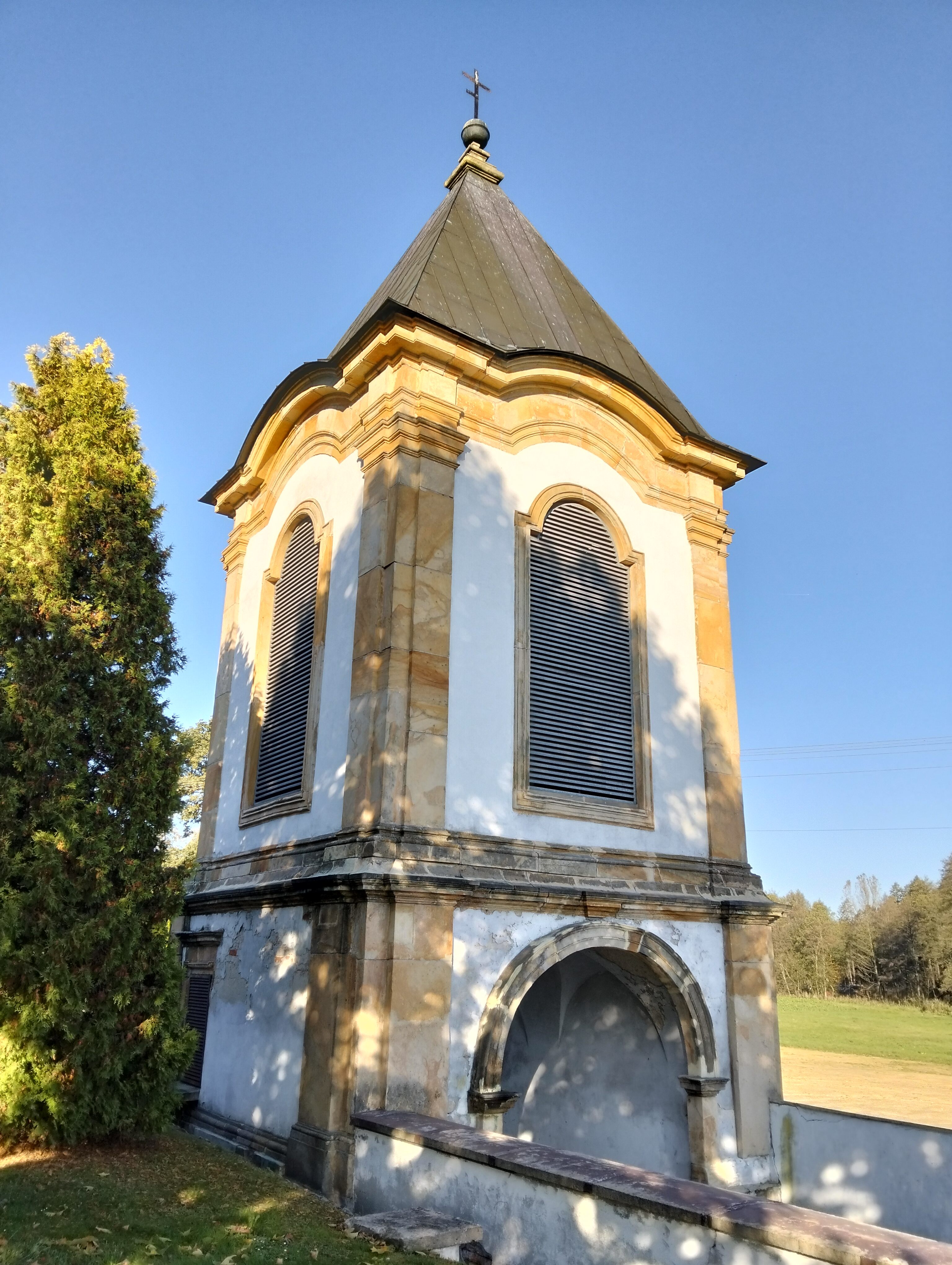
Dzwonnica
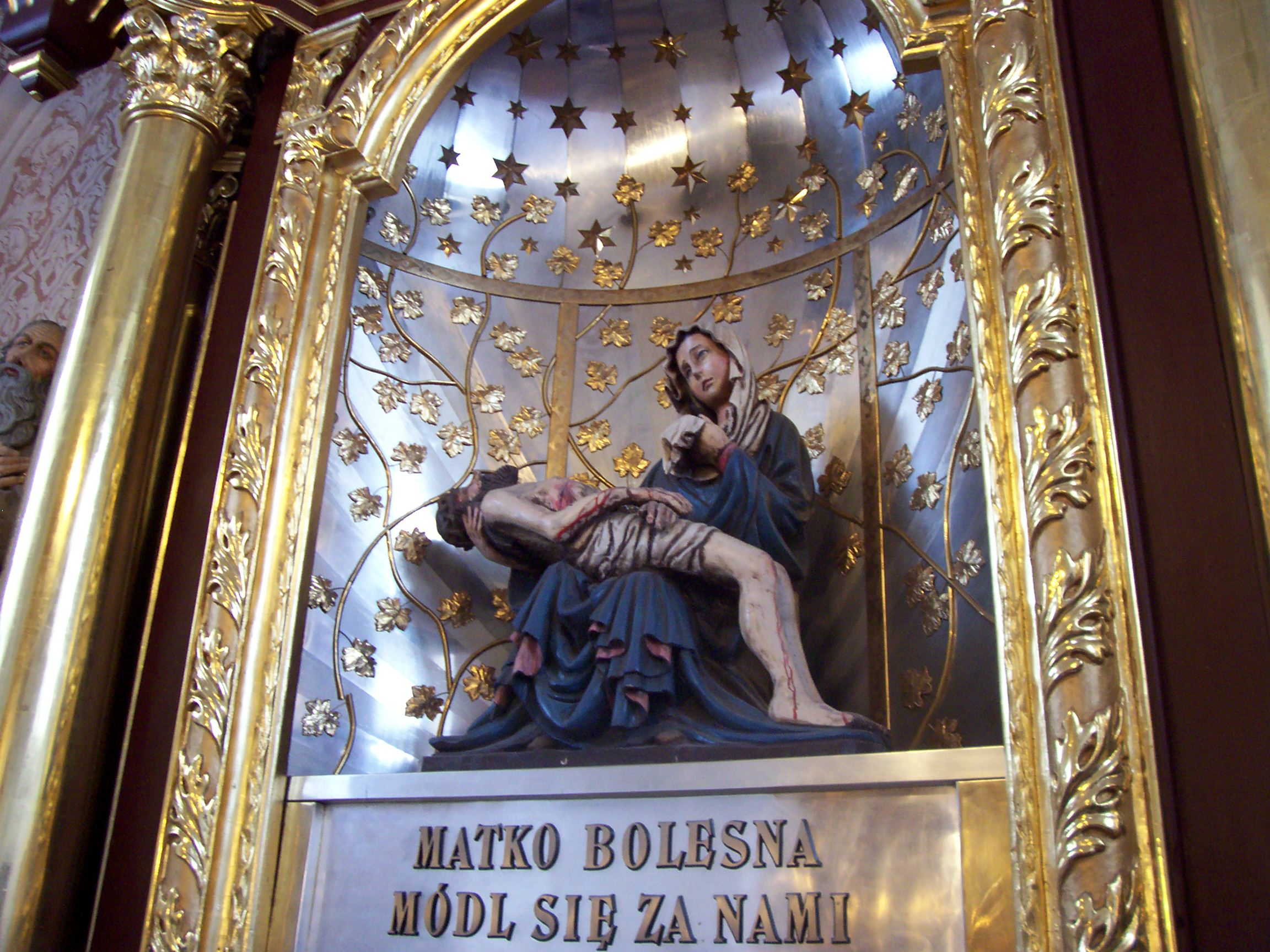
Pietà z pocz. XV w.
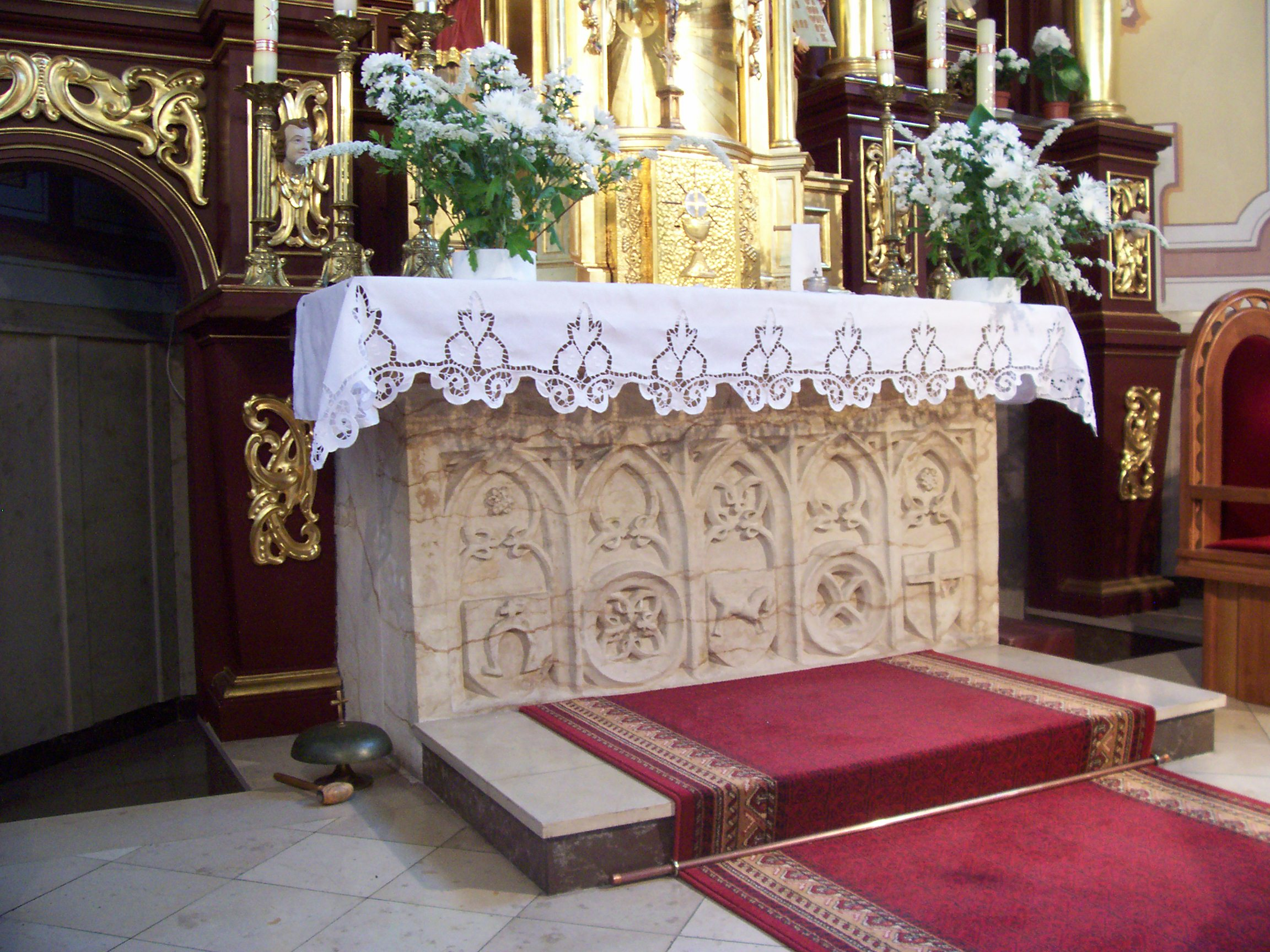
Gotyckie antepedium
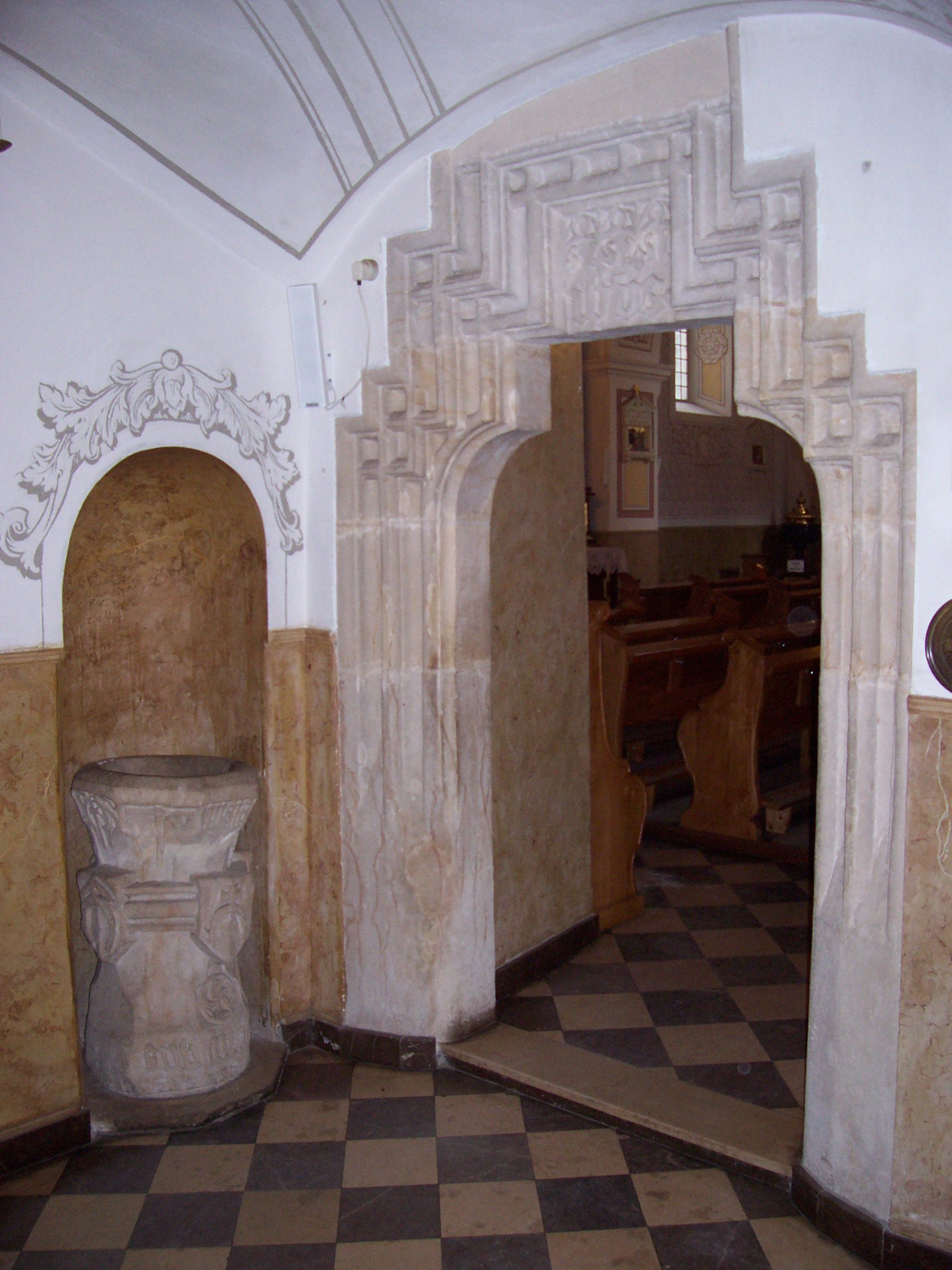
Gotycka chrzcielnica i portal